# Бєляєв Іван Іванович
Іван Іванович Бєляєв (2 липня 1872, Рязанська губернія — 5 жовтня 1913, Київ) — російський архітектор, який працював в Україні.

## Життєпис
Народився в Рязанській губернії. Навчався в Петербурзькій академії мистецтв, яку закінчив 1902 року. Отримав звання художника-архітектора.
Все подальше життя працював в Україні. З 1907 року мешкав у Києві, у 1908—1909 рр. працював архітектором у технічному відділі Південно-Західної залізниці.

## Стиль
Застосовував стиль неоампіру та раціонального модерну.

## Роботи
- Залізничний вокзал на станції Жмеринка (1902—1904 pp., співавтори В. Риков і 3. Журавський, пам'ятка архітектури місцевого значення),
- Прибутковий будинок В. Демченка на розі вулиць Великої Житомирської № 25 і О. Гончара № 2 (1909 р., пам'ятка архітектури національного значення),
- Прибутковий будинок на вул. Ольгинській № 3 (1909 р., не зберігся),
- Прибутковий будинок на розі вулиць Миколаївської № 17/1 і Ольгинської (1909 p., пам'ятка архітектури національного значення),
- Особняк Савицьких на вул. Круглоуніверситетській № 12 (1910 р., пам'ятка архітектури місцевого значення),
- Особняк інженера В. Демченка на вул. Єлизаветинській /тепер Пилипа Орлика № З (1911 р., пам'ятка архітектури національного значення),
- Прибутковий будинок на вул. Рейтарській № 37 (1913, пам'ятка архітектури національного значення).

## Адреси у Києві
- Вул. Бульварно-Кудрявська № 15 (1907—1909),
- вул. Михайлівська № 22 (1909—1911),
- вул. Миколаївська (тепер Городецького) № 17/1 (1911—1913).